# أليكس بيفان
أليكس بيفان (بالإنجليزية: Alex Bevan)‏ هو مغن مؤلف أمريكي، ولد في 1950.

## وصلات خارجية
- أليكس بيفان على موقع ميوزك برينز (الإنجليزية)